# (2643) Bernhard
(2643) Bernhard (1973 SD) ist ein ungefähr vier Kilometer großer Asteroid des inneren Hauptgürtels, der am 19. September 1973 vom niederländisch-US-amerikanischen Astronomen Tom Gehrels am Palomar-Observatorium etwa 80 Kilometer nordöstlich von San Diego, Kalifornien (IAU-Code 675) entdeckt wurde. Er gehört zur Phocaea-Familie, einer Gruppe von Asteroiden, die nach (25) Phocaea benannt ist.

## Benennung
(2643) Bernhard wurde nach Prinz Bernhard zur Lippe-Biesterfeld benannt, um dessen Interesse in Kometen und Asteroiden zu honorieren.